# 호소노촌 (교토부 기타쿠와다군)
호소노촌(일본어: 細野村)은 일본 교토부 기타쿠와다군에 설치되었던 촌이다. 현재의 교토시에 해당한다.